# Julius Dirksen
Julius Dirksen (Amersfoort, 2 februari 2003) is een Nederlands voetballer die doorgaans speelt als centrale verdediger. In juli 2024 verruilde hij FC Emmen voor Go Ahead Eagles.

## Clubcarrière

### Jeugd
Dirksen speelde in de jeugd van AFC Quick 1890 en kwam via SC Hoevelaken terecht in de opleiding van FC Twente. Deze verliet hij na een jaar voor die van PEC Zwolle. Medio 2018 nam Ajax de verdediger over. Hier zat hij in het seizoen 2020/21 tweemaal als ongebruikte wisselspeler op de bank bij Jong Ajax in de Eerste divisie en in de eerste helft van de jaargang erop ook achtmaal.

### FC Emmen
Daarop maakte Dirksen in januari 2022 de overstap naar FC Emmen, waar hij zijn handtekening zette onder een verbintenis voor anderhalf jaar, met een optie op een seizoen extra. Aan het einde van dat seizoen kroonde FC Emmen zich tot kampioen van de Eerste divisie, waardoor het promoveerde naar de Eredivisie. Dirksen kwam nog niet in actie. Na de promotie maakte de verdediger zijn professionele debuut, op 4 september 2022. In eigen huis werd gespeeld tegen AZ, dat met 0–3 te sterk was door treffers van Jens Odgaard, Dani de Wit en Tijjani Reijnders. Dirksen moest van coach Dick Lukkien op de reservebank beginnen en mocht in de rust invallen voor Jeroen Veldmate. In mei 2023 werd zijn aflopende verbintenis opengebroken en met twee seizoenen verlengd.

### Go Ahead Eagles
Dit vernieuwde contract zou hij niet uitzitten, want in de zomer van 2024 maakte hij de overstap naar Go Ahead Eagles. Bij de club uit Deventer tekende Dirksen voor drie seizoenen, met een optie op een jaar extra. Met Go Ahead Eagles won hij de KNVB Beker in zijn eerste seizoen. In de finale werd na strafschoppen gewonnen van AZ na een initiële 1–1. Dirksen mocht van coach Paul Simonis in de blessuretijd van de verlenging invallen voor Gerrit Nauber en scoorde na twee missers van AZ de beslissende strafschop: 2–4.

## Clubstatistieken
| Seizoen | Club            | Competitie     | Competitie | Competitie | Beker | Beker | Internationaal | Internationaal | Nacompetitie | Nacompetitie | Totaal | Totaal |
| Seizoen | Club            | Competitie     | Wed.       | Dlp.       | Wed.  | Dlp.  | Wed.           | Dlp.           | Wed.         | Dlp.         | Wed.   | Dlp.   |
| ------- | --------------- | -------------- | ---------- | ---------- | ----- | ----- | -------------- | -------------- | ------------ | ------------ | ------ | ------ |
| 2022/23 | FC Emmen        | Eredivisie     | 27         | 0          | 3     | 0     | —              | —              | —            | —            | 30     | 0      |
| 2023/24 | FC Emmen        | Eerste divisie | 34         | 0          | 3     | 0     | —              | —              | 4            | 0            | 41     | 0      |
| 2024/25 | Go Ahead Eagles | Eredivisie     | 6          | 0          | 2     | 0     | 0              | 0              | —            | —            | 8      | 0      |
| Totaal  | Totaal          | Totaal         | 67         | 0          | 8     | 0     | 0              | 0              | 4            | 0            | 79     | 0      |

Bijgewerkt op 22 april 2025.

## Erelijst
| KNVB Beker | 1 | 2024/25 |